# Svetovna bejzbolska klasika
Svetovna bejzbolska klasika (angleško World Baseball Classic - WBC ali včasih The Classic) je mednarodni bejzbolski turnir.

## Rezultati
| Izd. | Leto | Gostiteljice                         | Tekma za prvo mesto    | Tekma za prvo mesto                  | Tekma za prvo mesto | Polfinalistke | Polfinalistke          | Št. ekip |
| Izd. | Leto | Gostiteljice                         | Prvakinja              | Št. točk                             | Druga               | Tretja        | Četrta                 | Št. ekip |
| ---- | ---- | ------------------------------------ | ---------------------- | ------------------------------------ | ------------------- | ------------- | ---------------------- | -------- |
| 1    | 2006 | Japonska Portoriko ZDA               | Japonska               | 10–6Petco Park, San Diego            | Kuba                | Južna Koreja  | Dominikanska republika | 16       |
| 2    | 2009 | Kanada Japonska Mehika Portoriko ZDA | Japonska               | 5–3(F/10)Dodger Stadium, Los Angeles | Južna Koreja        | Venezuela     | ZDA                    | 16       |
| Izd. | Leto | Gostiteljice                         | Tekma za prvo mesto    | Tekma za prvo mesto                  | Tekma za prvo mesto | Polfinalistke | Polfinalistke          | Št. ekip |
| Izd. | Leto | Gostiteljice                         | Svetovna prvakinja     | Št. točk                             | Druga               | Tretja        | Četrta                 | Št. ekip |
| 3    | 2013 | Japonska Portoriko Tajvan ZDA        | Dominikanska republika | 3–0AT&T Park, San Francisco          | Portoriko           | Japonska      | Nizozemska             | 16       |
| 4    | 2017 | Japonska Mehika Južna Koreja ZDA     | ZDA                    | 8–0Dodger Stadium, Los Angeles       | Portoriko           | Japonska      | Nizozemska             | 16       |
| 5    | 2023 | Japonska Tajvan ZDA                  | Japonska               | 3–2LoanDepot Park, Miami             | ZDA                 | Mehika        | Kuba                   | 20       |
| 6    | 2026 | TBD                                  | TBD                    | TBD                                  | TBD                 | TBD           | TBD                    | TBD      |

### Ekipe, ki so se uvrstile med najboljše štiri
Po koncu vsake tekme prvenstva WBC igralci poražene ekipe prejmejo srebrne medalje, zmagovalci pa zlate medalje. Ekipa, ki je zasedla tretje mesto, prejme bronaste medalje na poseben datum. WBC ne organizira tekme za tretje mesto, zato uvrstitev tretje- in četrtouvrščenih ekip določi WBSC.
| Ekipa                  | Prva                 | Druga          | Tretja         | Četrta         | Skupno |
| ---------------------- | -------------------- | -------------- | -------------- | -------------- | ------ |
| Japonska               | 3 (2006, 2009, 2023) | –              | 2 (2013, 2017) | –              | 5      |
| ZDA                    | 1 (2017)             | 1 (2023)       | –              | 1 (2009)       | 3      |
| Dominikanska republika | 1 (2013)             | –              | –              | 1 (2006)       | 2      |
| Portoriko              | –                    | 2 (2013, 2017) | –              | –              | 2      |
| Južna Koreja           | –                    | 1 (2009)       | 1 (2006)       | –              | 2      |
| Kuba                   | –                    | 1 (2006)       | –              | 1 (2023)       | 2      |
| Venezuela              | –                    | –              | 1 (2009)       | –              | 1      |
| Mehika                 | –                    | –              | 1 (2023)       | –              | 1      |
| Nizozemska             | –                    | –              | –              | 2 (2013, 2017) | 2      |